# Constantin Botnari
Constantin Botnari (n. 1966) este un  politician din Republica Moldova, care începând cu anul 2014 este deputat în Parlamentul Republicii Moldova din partea Partidului Democrat din Moldova (PDM). Este membru al Comisiei parlamentare pentru securitate națională, apărare și ordine publică.
Constantin Botnari este secretar general al Partidului Democrat din Moldova, iar până să devină deputat, în 2014, a exercitat funcția de șef de cabinet al fracțiunii parlamentare a PD. Este considerat a fi „mâna dreaptă” a politicianului și oligarhului Vladimir Plahotniuc.
La alegerile parlamentare din noiembrie 2014 din Republica Moldova el a candidat de pe locul 7 în lista candidaților PDM, obținând mandatul de deputat în Parlamentul Republicii Moldova de legislatura a XX-a (2014-2018).